# Bor Ondor (sockenhuvudort i Kina, Jilin Sheng, lat 44,27, long 122,40)
Bor Ondor (kinesiska: 包拉温都, 包拉温都蒙古族乡) är en sockenhuvudort i Kina. Den ligger i provinsen Jilin, i den nordöstra delen av landet, omkring 230 kilometer väster om provinshuvudstaden Changchun. Antalet invånare är 4 272. Befolkningen består av 2 040 kvinnor och 2 232 män. Barn under 15 år utgör 16,0 %, vuxna 15-64 år 77 %, och äldre över 65 år 6,0 %.
Runt Bor Ondor är det ganska tätbefolkat, med 58 invånare per kvadratkilometer. Det finns inga andra samhällen i närheten. Trakten runt Bor Ondor består i huvudsak av gräsmarker.
Genomsnittlig årsnederbörd är 570 millimeter. Den regnigaste månaden är juli, med i genomsnitt 135 mm nederbörd, och den torraste är januari, med 4 mm nederbörd.